# 长圆荚蛏
长圆荚蛏（学名：Siliqua grayana）是貧齒蛤目刀蛏科荚蛏属的一种。

## 分佈
本物種只見於南中国海水域。常栖息在潮下带水深7-70米。

## 外部連結
- 維基物種上的相關：长圆荚蛏